# Bajor nyelvjárás
A bajor nyelvjárás (németül: Bairisch, Ausztriában és régiók szerint különbözően, például Weanarisch Bécsben, vagy Steirisch Stájerországban) a német nyelvterület délkeleti dialektuscsoportja, amelyet a germanisztikai nyelvészet az azonos nyelvi jellemzők alapján határoz meg. Az alemann és az keletfrank határos nyelvjárásaival együtt a bajor az úgynevezett felsőnémet, azon belül a német nyelvjárások közé sorolható. A bajor dialektusok nyelvterülete körülbelül 125 000 km²-en terjed ki, amely a legnagyobb német dialektusokkal bíró terület. Mintegy 12 millió ember beszéli, főként a német Bajor Szabadállamban (különösen Altbayern régióban, de magában foglalva Schwaben keleti részeit, valamint Oberfranken keleti és Mittelfranken délkeleti területeit), Ausztria legnagyobb részén (Vorarlberg kivételével), továbbá az Olaszországhoz tartozó Dél-Tirolban.
A bajor nyelvjáráscsoportot a Nemzetközi Szabványügyi Szervezet (ISO) önálló nyelvként ismeri el (ISO 639-3 kódja: bar), és az UNESCO 2009 óta a veszélyeztetett nyelvek atlaszában is nyilvántartja. Történeti alapjait az egykori bajor törzsi hercegségre lehet visszavezetni, így több mint 1000 éves múltra tekinthet vissza. A bajor, mint dialektuscsoport, soha nem lett standardizálva, és nem keverendő össze a standard német irodalmi nyelvvel, amely később, mesterséges kompromisszumként jött létre. A bajor és a standard német közötti különbségek jelentősek, például nagyobbak, mint a dán és a norvég vagy a cseh és a szlovák közötti különbségek.
A bajor-österreichi dialektusok elhelyezkedése miatt a felsőnémet keleti csoporthoz (Ostoberdeutsch) is sorolják őket. Nem tévesztendő össze a Bairisch (amely a bajor-österreichi dialektusok nyelvi területére utal) és a Bayerisch (amely Bajorország államának területére vonatkozik). Ugyanígy különbséget kell tenni a bajor-österreichi dialektusok és az osztrák standard német között, amely az osztrák német irodalmi nyelv változata.

## Bajor nyelvjárás eredete és etimológiája
A bajor nyelvjárás elnevezés (Bairisch) dialektológiai szakkifejezés, amely a bajor nép (Bajuwaren) és törzsi dialektusának nevéből származik. Ezt el kell különíteni a Bayerisch kifejezéstől, amely földrajzi-politikai jelentéssel bír, és Bajorország államára utal, ahol nemcsak bajor, hanem más német dialektusok (például frank és alemann nyelvjárások) is elterjedtek.

### A Bajuwaren név eredete
A Bajuwaren név eredete vitatott. A legelterjedtebb elmélet szerint egy feltételezett germán összetett szóból, a Bajowarjōz(többes szám) kifejezésből származik. Ez a név az ófelnémetben Beiara vagy Peigira formában jelent meg, latinul pedig Baiovarii. Az első tag, Baio, a korábban ott élő kelta boius néptörzs nevére utal, amely megjelenik olyan földrajzi nevekben is, mint Bēheima („Böhmen”, azaz a „boiusok otthona”). A második tag, -ware vagy -varii, az ősgermán warjaz („lakó, telepes”) szóból származik. E név etimológiailag tehát a „Böhmen lakói” jelentést hordozza, bár van olyan elmélet is, amely általánosabban „Baja földjének emberei”-ként értelmezi.

### A nép kialakulása és letelepedése
A Bajuwaren nép kialakulását nem egyetlen nagyszabású vándorlás eredményeként képzelik el, hanem fokozatosan, több hullámban történt betelepülésként, amely során a Duna és az Alpok közötti területeken római és kelta lakosokkal keveredve formálódott meg a népcsoport. A nép első írásos említése Jordanis gót történetíró 551-es művében található.

### A nyelv és a történeti írásbeliség
A bajor nyelv legkorábbi írásos emléke a Lex Baiuvariorum, egy középkori törvénykönyv, amely főként latin nyelven íródott, de bajor nyelvű szavakat és kifejezéseket is tartalmaz.

### Bajor és Bayerisch megkülönböztetése
A nyelvészetben a Bairisch és a bajor nyelvterület kifejezéseket használják, míg a Bayerisch politikai értelemben Bajorországot jelöli. E különbségtétel azért is fontos, mert Bajorország területén a bajor nyelvjárások mellett más dialektusok, például frank és alemann nyelvjárások is beszélt nyelvek. Ugyanakkor a bajor nyelvjárásokat nemcsak Bajorországban, hanem Ausztriában, Dél-Tirolban, az olaszországi Trentino tartományban, valamint egy kis svájci településen, Samnaunban is beszélik.

### Történeti írásmód
A történeti Baiern írásmódot I. Lajos bajor király 1825. október 20-i rendeletével Bayern-re változtatták, és a szakirodalomban néha Bayrisch-Österreichisch formában is találkozhatunk a kifejezéssel.

## A bajor nyelvjárások elterjedése

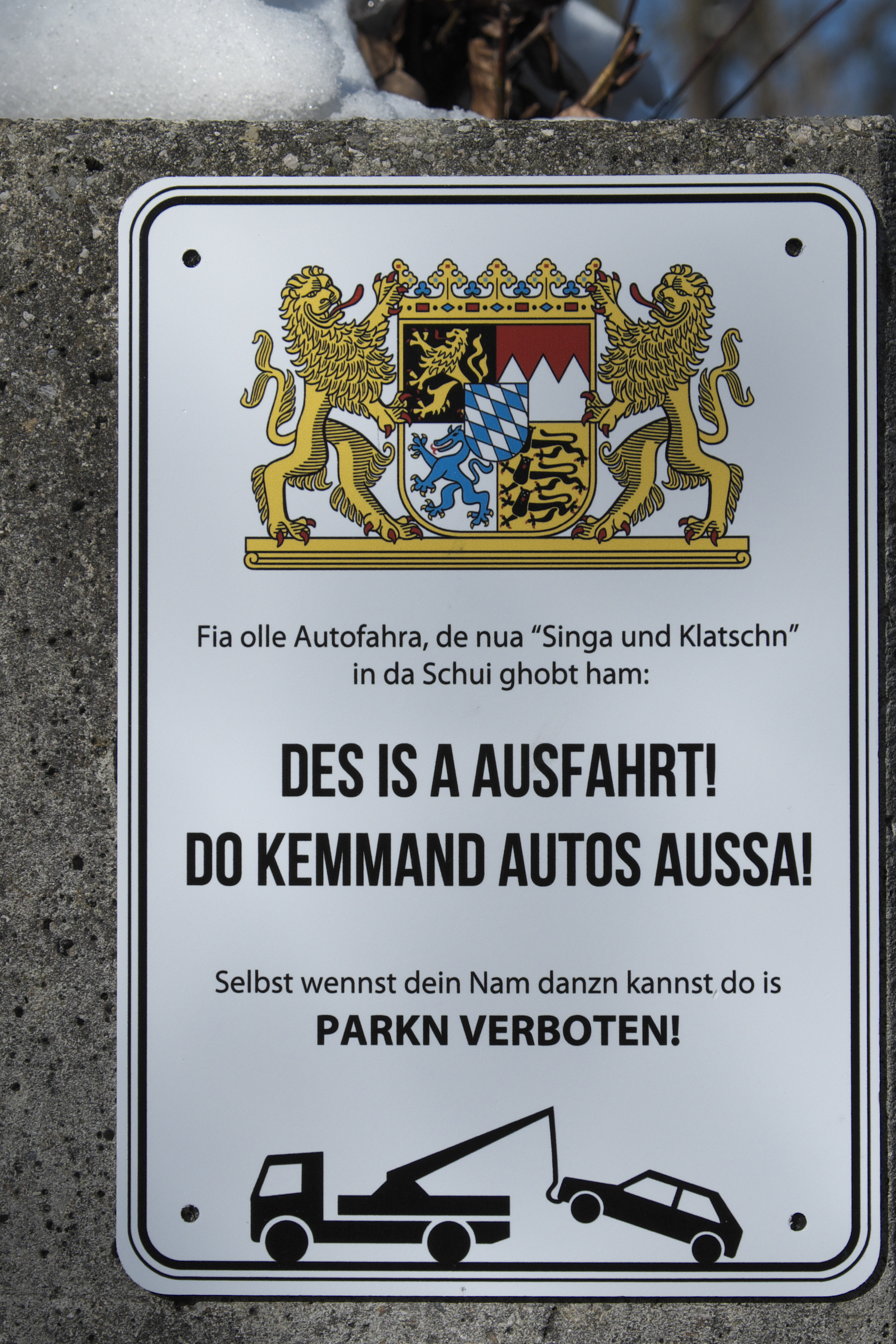
Parkolótábla Münchenben

A bajor nyelvjárás a népesség vándorlásai révén terjedt el a mai Dél-Bajorország területén, a Lech folyótól keletre, majd a középkor folyamán átterjedt Ausztria keleti részeire (az Arlberg keletétől), Dél-Tirolra, Nyugat-Magyarország (ma Burgenland), Olaszország, valamint Szlovénia és Csehország egyes részeire. Az idők során a bajor nyelvjárások (különösen Dél- és Kelet-Ausztria területén) szláv és rétoromán nyelvi elemekkel keveredtek, amelyeket bizonyos helynevekben és dialektuskifejezésekben ma is fel lehet ismerni.

### A bajor nyelvjárások területi elhelyezkedése
A bajor nyelvjárások egy dialektuskontinuum részét képezik, amelyek a földrajzi izoláció és a helyi kommunikáció fejlődése révén alakultak ki. A déli bajor nyelvterület Tirolban a történelmi Tirol grófság területét fedi le, de nem tartozik ide Tirol Alsó-Tartománya és Ausztrián kívüli területei. Karintia például 976-ban került el Bajorországtól, míg Stájerországot 1180-ban különítették el, majd 1335-ben csatolták Ausztriához. Hasonló a helyzet az északi bajor nyelvjárásokkal, amelyek területét az évszázadok során változó hatalmi viszonyok, például a Felső-Pfalz sorsa befolyásolta.
A bajor nyelvjárások átmeneti területei, például a közép- és dél-bajor között, az egykori osztrák hercegségek (mint Tirol Alsó-Tartománya és Stájerország) határainak, valamint migrációs mozgásoknak köszönhetők, például a Salzburgi Érsekség területén.

### A bajor nyelvterület határai
A bajor nyelvjárásokat ma több mint 13 millió ember beszéli, ami a legnagyobb összefüggő dialektusterületet alkotja Közép-Európában, körülbelül 150 000 km²-en. A bajor nyelvjáráshoz az alábbi területek dialektusai tartoznak:
- Bajorországban: Felső-Bajorország, Alsó-Bajorország, Felső-Pfalz kormányzati körzetei, valamint Felső-Frankföld és Közép-Frankföld egyes részei, továbbá a Sváb-ország kormányzati körzetének egyes területei (például Aichach-Friedberg járás).[7]
- Ausztria: Vorarlberg kivételével az ország teljes területe, valamint Észak-Tirol Ausztrián kívüli részei.
- Dél-Tirol: Az olaszországi német nyelvű közösségek.[16]
- Egyéb területek:
  - Svájc (Samnaun),
  - Olaszország (pl. Zimbern települések, mint Sappada és Sauris),
  - Csehország és Szlovákia déli régiói,
  - Románia (Szászok lakta falvak),
  - Ukrajna kárpátaljai német települései,
  - Szerte a világban diaszpórák: például Kanada, USA (hutteriták), Brazília (Treze Tílias) és Peru (Pozuzo).

### Történelmi és nyelvi érdekességek
Nürnberg városa egy fränkisch-bairisch átmeneti dialektust beszél, amely a frank dominancia mellett bajor nyelvi elemeket is tartalmaz. Ez a nyelvi keveredés az iparosodás időszakában, az Oberpfalz tartományból származó bevándorlók révén alakult ki. Fontos kiemelni, hogy a bajor nyelvjárások az alemann és keletfrank dialektusokkal együtt a felsőnémet (Hochdeutsch) nyelvváltozatok részét képezik.
Az észak-, közép- és délbajor dialektusok (összefoglalva: bajor nyelvjárások) a német nyelvterület egyik jelentős csoportját alkotják. Ezek a dialektusok a Bajorország történelmi régiójához és az osztrák területekhez kötődnek, de elterjedtek Olaszország (Dél-Tirol) és kisebb részeken Svájc, illetve Magyarország néhány közösségében is. A bajor nyelvjárások a germán nyelvek csoportján belül az ófelnémet nyelvből fejlődtek ki, és jelentős történeti, kulturális, valamint nyelvészeti értékkel bírnak.

## Belső rendszerezés

### Északbajor
Az északbajor dialektusokat főként Bajorország északi részén beszélik, például Oberfranken (Felső-Frankföld) és Mittelfranken (Közép-Frankföld) régióiban. Nyelvtani és fonetikai szempontból ezek közelebb állnak az alemann nyelvjárásokhoz, valamint némi hatást mutatnak a közép-német nyelvterületek felé. Az északbajor szókincs számos archaikus elemet őriz meg, miközben a modern német szókincs integrációja is megfigyelhető.

### Középbajor
A középbajor dialektusok Bajorország központi területein, valamint Ausztria nagy részén használatosak. Ide tartozik például a müncheni nyelvjárás is, amely a leginkább dokumentált és a standard németre legjobban ható bajor dialektus. A középbajor beszélők általában könnyebben megértik egymást a különböző régiókban, mivel a nyelvtani és szókincsbeli különbségek kisebbek, mint más bajor csoportok között. Ez a csoport adja a bajor dialektusok magját, és sok esetben reprezentatívnak tekintik a bajor nyelvi hagyomány szempontjából.

### Délbajor
A délbajor dialektusok Ausztria déli részén és Dél-Tirolban (Olaszország) honosak. E régiókban a német nyelvet számos helyi, olasz és ladin hatás érte, amely gazdagította és módosította a nyelvi jellemzőket. A délbajor különösen fontos az alpesi területeken, ahol a dialektusok megőrizték a régi német nyelv elemeit. A délbajor különállása és fonetikai eltérései miatt gyakran nehezebb a kölcsönös érthetőség az északi és középső nyelvjárásokkal.

### Nyelvi és kulturális jelentőség
A bajor nyelvjárások közös jellemzője a dallamos hanglejtés, amelyet a német standardhoz képest lazább nyelvtani szabályok és helyi szókincs jellemez. A dialektusok nem csak kommunikációs eszközök, hanem a helyi identitás és hagyomány szerves részei is. Az UNESCO 2009-ben veszélyeztetett nyelvként tartotta számon a bajor nyelvjárásokat, ami felhívja a figyelmet megőrzésük fontosságára.

## Fordítás
Ez a szócikk részben vagy egészben  a   Bairisch című német Wikipédia-szócikk fordításán alapul.  Az eredeti cikk szerkesztőit annak laptörténete sorolja fel. Ez a jelzés csupán a megfogalmazás eredetét és a szerzői jogokat jelzi, nem szolgál a cikkben szereplő információk forrásmegjelöléseként.